# Bellussi

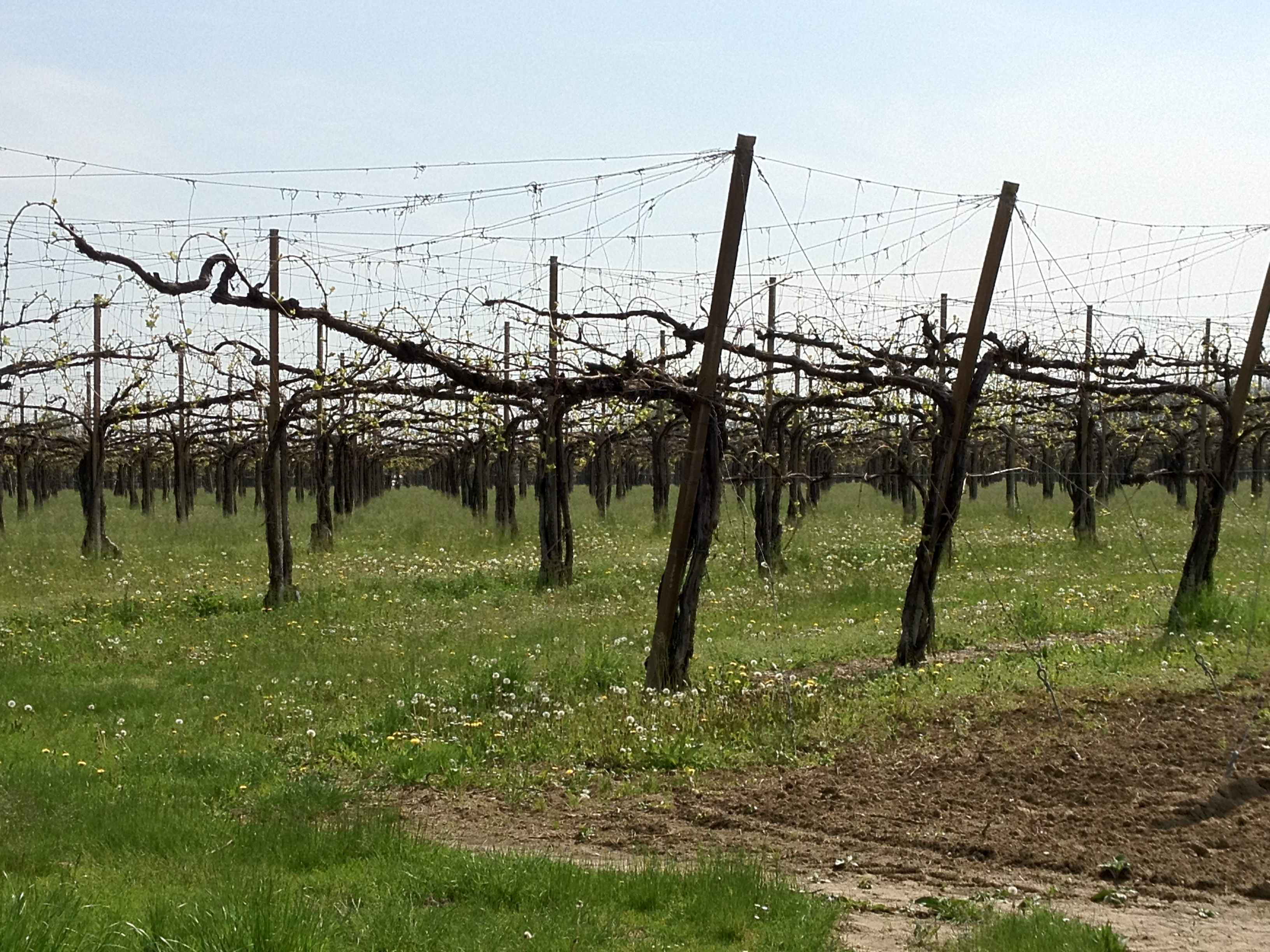
Un vigneto Beussi

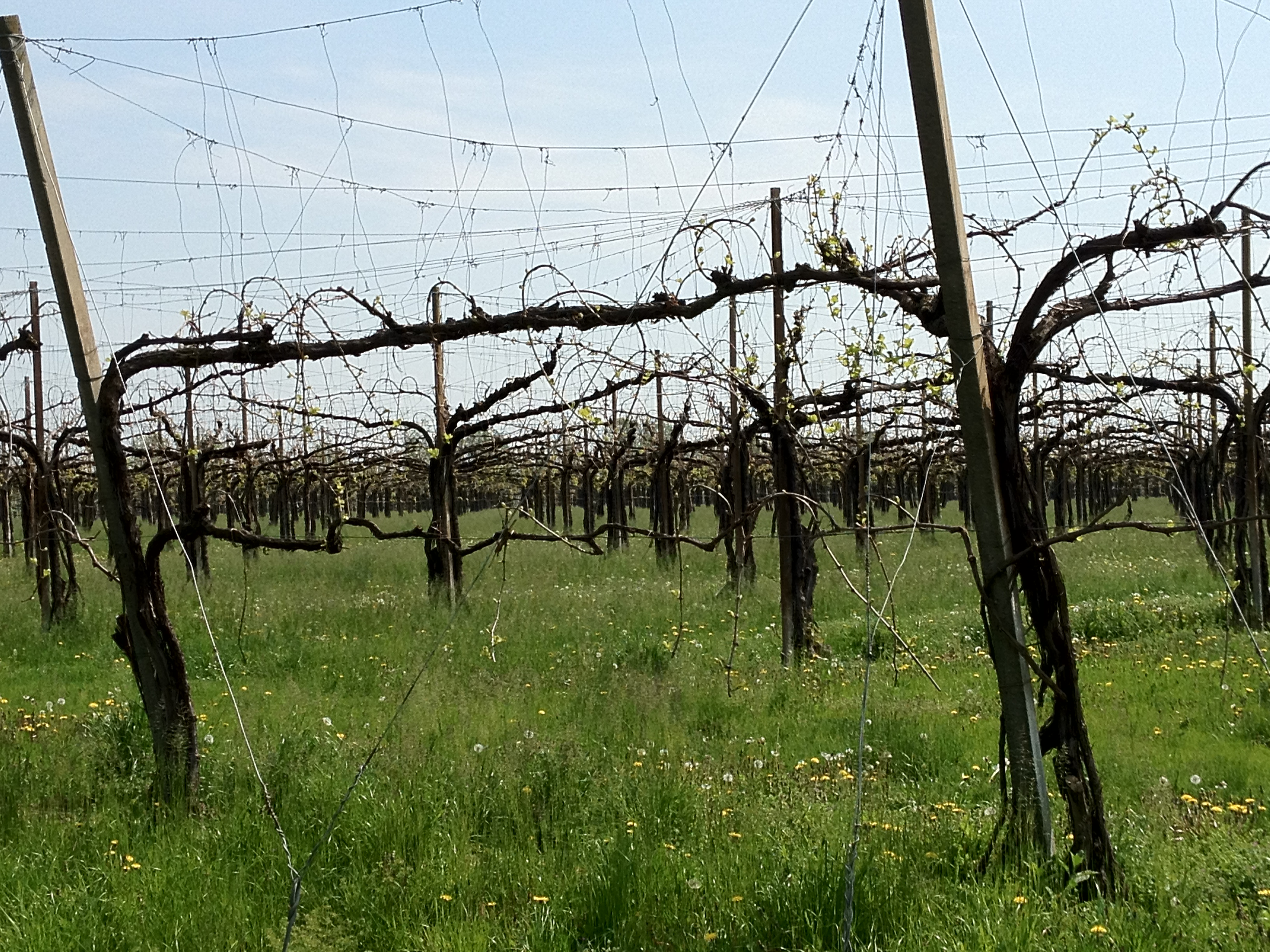
Ben visibile il tipico intreccio tra piante

Bellussi o bellussera, in veneto beussèra o beussi, è un sistema di allevamento espanso della vite, utilizzato anticamente, ma ancora oggi parzialmente diffuso in Veneto, soprattutto nella provincia di Treviso.

## Descrizione
Nel sistema detto a Beussera le viti vengono sostenute da dei pali di acero campestre e gelso (oppure dagli alberi stessi) e per ogni sostegno vengono fatte crescere più piante, in modo che quattro piante messe ad un'apposita distanza si congiungano verso il centro mantenendo un'altezza tale da consentire il passaggio dei trattori e dei carri sopra cui le persone raccolgono i grappoli che scendono dall'alto.
Il collegamento tra le piante crea degli archi per tutta l'estensione del campo.